# Кюнга Лекпа
Кюнга Лекпа (тиб. ཀུན་དགའ་ལེགས་པ; 1433—1483) — 8-й десі (регент-володар) Тибету в 1448—1481 роках.

## Життєпис
Належав до династії Пагмодрупа. Син Санг'є Г'ялцена та Домпами з роду Рінпунпа. Народився 1433 року. Мав чернече виховання. 1445 року після смерті старшого зведеного брата — десі Дракпи Джунне почалася боротьба за спадок. Свої права висунув Санг'є Г'ялцена. Також в справу втрутився Норзан, фактичний правитель регіон Цзан. Його син Дондуп Дордже захопив фортецю Самдрубце.
1446 року Кюнга Лекпу оголошено настоятелем-правителем (данса) монастиря Цетханг, що стала першою сходинкою до затвердження його на троні. 1448 року держава рада обирає Кюнга Лекпа десі з наданням титулу гонгма (високий). За цим відвідав регіон Цанг, де оженився на представниці роду Рінпунпа.
Кюнга Лекпа намагався відновити свою владу в центральному Тибеті, але вимушен був вдовольнитися фактичним пануванням в регіоні Уй та номінальною духовною владою над усім Тибетом. 1467 року призначив сина Рінчен Дордже настоятелем монастиря Цетханг, готуючи його як свого спадкоємця. Втім той помер близько 1476 року.
Наприкінці 1470-х років підтримав школу Гелуг у протистоянні зі школою Карма Каг'ю, прихильниками якої були представники роду Рінпунпа. Зрештою це призвело до війни, коли Донйо Дордже, цонзпен Цангу, вдерся до Уя, захопивши значні землі та сплюндрувавши декілька монастирів школи Гелуг. Це підірвало підтримку десі з боку місцевої знаті. Втім 1481 року десі зміг відбити новий напад Донйо Дордже.
Але сановники і військовики намагалися попередити подальші бойові дії, що послаблювали Тибет. Тому того ж року Кюнга Лекпу було повалено. Новим десі став його небіж Нґагі Ванпо. Колишній тибетський правитель помер 1483 року.